# Scorpioni

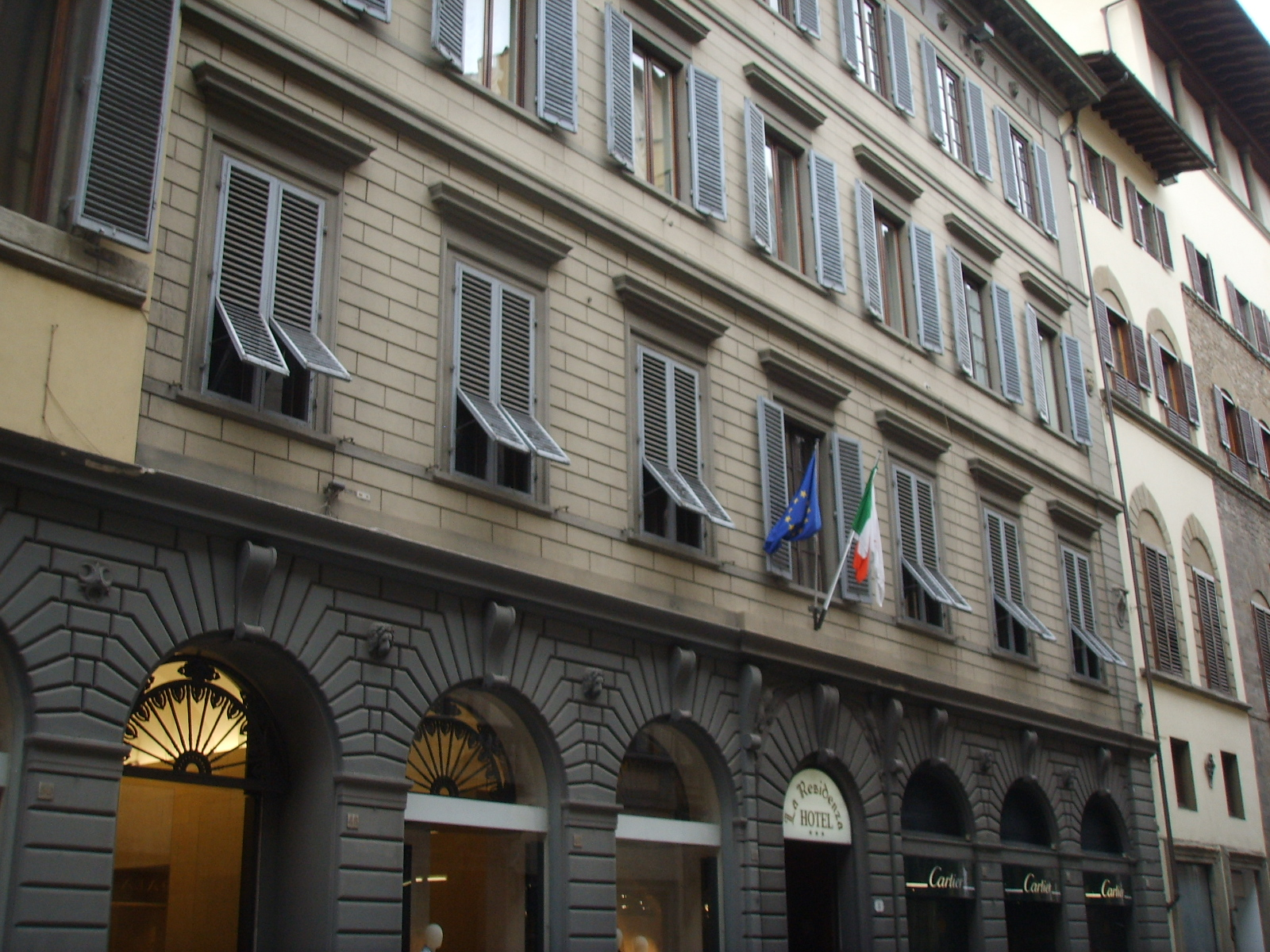
Café waar de Scorpioni samenkwamen

De Scorpioni was een kleine groep oudere Engelse dames die in Florence leefden tussen de jaren dertig en jaren veertig. Zij kregen de naam "Scorpioni" (schorpioenen) omdat ze bekendstonden voor hun schalkse humor. Een van hen was de Engelse gouvernante Mary O'Neill. Toen de Tweede Wereldoorlog begon, werden de dames gearresteerd en gevangengezet in San Gimignano.
De dames besteedden hun dag in Gran Caffé Doney, een “erg” Engels cafetaria op de Via Tornabuoni. Ook bezochten ze graag het Uffizi-museum en het Engelse kerkhof van Florence.
Deze groep vrouwen wordt genoemd in de memoires van de schrijfster Violet Trefusis en ook in de memoires van filmregisseur Franco Zeffirelli. Zeffirelli beschrijft hoe de Scorpioni hem als jonge wees verzorgden in Florence. De Italiaanse troepen namen de vrouwen mee naar een kamp, en Zeffirelli heeft ze nooit meer teruggezien.
Zeffirelli herinnert zich dat de leidster van deze kolonie een oude douairière was, die nogal zelfzuchtig handelde, maar zo rijk en machtig was dat niemand er over klaagde.
De film Thee met Mussolini werd over deze groep van vrouwen gemaakt.